# Миколаївська волость (Новомосковський повіт)
Миколаївська волость — історична адміністративно-територіальна одиниця Новомосковського повіту Катеринославської губернії.
Станом на 1886 рік складалася з 2 поселень, 2 сільських громад. Населення — 5139 осіб (2523 чоловічої статі та 2616 — жіночої), 713 дворових господарств.
|                    | Площа, десятин | У тому числі орної, дес. |
| ------------------ | -------------- | ------------------------ |
| Сільських громад   | 8227           | 7729                     |
| Казенної власності | —              | —                        |
| Іншої власності    | 129            | 125                      |
| Загалом            | 8356           | 7854                     |

Найбільше поселення волості:
- Миколаївка — село над річкою Губиниха в 18 верстах від повітового міста, 5108 осіб, 708 дворів, церква православна, школа, 8 лавки, 2 ярмарки на рік.